# Sergej Semënovič Birjuzov
Sergej Semënovič Birjuzov (in russo Сергей Семёнович Бирюзо́в?; Skopin, 21 agosto 1904 – Belgrado, 19 ottobre 1964) è stato un generale sovietico.

## Biografia
Nato a Skopin, nell'attuale Oblast di Rjazan', entrò nel Partito Comunista dell'Unione Sovietica nel 1926, all'età di 22 anni. Entrato a 18 anni nell'Armata Rossa, fu rapidamente promosso fino a diventare Comandante di Battaglione prima di entrare nell'Accademia Militare di Frunze nel 1934. Dopo aver completato gli studi nel 1937 divenne Capo di Stato Maggiore di una Divisione Fucilieri. Nel 1939 fu promosso a Capo delle Operazioni del Distretto Militare di Kharkov, posizione che mantenne fino all'agosto del 1939, quando fu trasferito al comando della 132ª Divisione Fucilieri.
Comandò questa unità per i successivi tre anni, situazione piuttosto rara per gli Ufficiali Sovietici, specialmente durante la Seconda guerra mondiale, quando la grande maggioranza dei comandi aveva una durata di pochi mesi. La divisione comandata da Birjuzov fu schierata nella zona Sudoccidentale presso Brjansk. Spesso condusse lui stesso le sue truppe in battaglia, venendo ferito cinque volte nel primo anno della guerra, di cui due in maniera seria. Nell'aprile del 1942 venne promosso Capo di Stato Maggiore della 48ª Armata, sempre sul Fronte di Brjansk. Mantenne questo comando fino al novembre dello stesso anno, quando venne nuovamente promosso alla carica di Capo di Stato Maggiore della Seconda Armata della Guardia. Rimase in questa posizione fino all'aprile del 1943, partecipando alla guida di questa armata all'Operazione Saturno, con la quale le truppe sovietiche accerchiarono e costrinsero alla resa la Sesta Armata Tedesca, protagonista della Battaglia di Stalingrado, dopo furiosi combattimenti.
Nell'aprile del 1943 ottenne il grado di Capo di Stato Maggiore del Fronte Meridionale, affiancando al comando il Generale Fedor Tolbukhin. Il 20 ottobre 1943 il Fronte Meridionale venne rinominato Quarto Fronte Ucraino. Birjuzov rimase in carica fino al maggio del 1944, quando venne trasferito al Terzo Fronte Ucraino insieme a Tolbukhin. Nell'ottobre seguente prese il comando della 37ª Armata, presente in quello stesso Fronte, che mantenne fino al maggio 1946, dopo la fine della guerra. In questi comandi partecipò alla pianificazione delle operazioni che portarono alle avanzate sovietiche del 1943 - 1944 che comportarono l'espulsione delle forze Tedesche dall'Ucraina. Successivamente si occupò delle operazioni connesse alla liberazione della Bulgaria e della Jugoslavia.
Nel dopoguerra divenne Capo della Delegazione Militare Sovietica in Bulgaria, posizione che mantenne fino al 1947. Tra il 1947 e il 1955 ebbe numerosi incarichi di comando, senza mantenerne nessuno stabilmente. L'11 marzo 1955 venne promosso Maresciallo dell'Unione Sovietica. Successivamente fu Comandante in Capo della Difesa Aerea Nazionale, fino al 1962 e Comandante in Capo delle Forze Missilistiche Strategiche e nel 1963 raggiunse il grado di Capo di Stato Maggiore Generale. Il 19 ottobre 1964 rimase ucciso in un incidente aereo sul Monte Avala, vicino a Belgrado. L'urna contenente le sue ceneri è sepolta nel Cremlino a Mosca.